# Пламя и кровь
«Пламя и кровь» (англ. Fire & Blood) — книга американского писателя Джорджа Р. Р. Мартина в жанре эпического фэнтези, приквел саги «Песнь Льда и Огня». Первый том был опубликован в 2018 году. Книга стала литературной основой для сценария сериала «Дом Дракона».

## Содержание
В книге излагается предыстория событий, описанных Мартином в «Песни Льда и Огня». Это рассказ о правлении династии Таргариенов в Вестеросе, написанный от лица ученого мейстера, который жил во времена правления Эйериса Безумного, и стилизованный под историческую хронику.

## История создания и публикации
Замысел книги «Пламя и кровь» появился в ходе работы над «Миром льда и пламени» — историческим путеводителем по вселенной, в которой происходит действие романов Джорджа Мартина. Ещё в 2014 году часть текста «Мира» (более двухсот тысяч слов) была вырезана из рукописи и стала основой «Пламени и крови». В феврале 2017 года со слов Элио М. Гарсии, соавтора Мартина по работе над путеводителем, стало известно, что в дополнение к этому материалу Мартин создал совершенно новые главы для книги; в частности, это рассказ о долгом правлении короля Джейехериса I Умиротворителя из династии Таргариенов, которое прежде только упоминалось в «Сыновьях Дракона».
22 июля 2017 года Мартин сообщил в своем блоге, что из-за обилия материала решено разбить книгу на два тома. Первый, охватывающий историю Вестероса от завоевания Эйегона I до правления короля-мальчика Эйегона III, был опубликован в ноябре 2018 года под названием «Пламя и кровь».

## Оценки
«Пламя и кровь» получили противоречивые отзывы критиков. Хьюго Рифкинд из Times описал книгу как бесконечное низкопробное чтиво от автора, потакающего своим прихотям. Розин О’Коннор из Independent стиль показался слишком сухим; по её словам, читать эту книгу — всё равно, что выполнять «иногда интересное, но в целом утомительное домашнее задание». Обозреватель Publishers Weekly констатировал, что фирменный стиль Мартина и «дар захватывающего повествования» в «Пламени и крови» отсутствуют. В то же время британский историк и журналист Дэн Джонс на страницах The Sunday Times высоко оценил книгу, назвав её «шедевром популярной исторической фантастики». Крис Лох с Tor.com назвал «Пламя и кровь» «лучшей частью „Песни Льда и огня“ за 18 лет» (то есть со времени публикации «Бури мечей»). Рецензент журнала «Мир фантастики» пришёл к выводу, что книга — «своего рода концентрированный Мартин, не потерявший ни живости стиля, ни красоты слога, ни яркости описаний».
В 2019 году HBO начала работу над экранизацией книги в формате сериала, который получил название «Дом Дракона». Премьерный показ первого сезона шоу начался в августе 2022 года, показ второго сезона начался в июне 2024 года.

## Русские переводы
- Мартин Джордж Р. Р. Пламя и кровь / Пер. с англ. Н. И. Виленской. — М.: ООО «АСТ», 2019. — 768 с. — (Мастера фантазии). — ISBN 978-5-17-149083-6.